# 田村マミ
田村 マミ（たむら まみ、4月5日 - ）は、日本の女性声優。アールグルッペ所属。以前はウィットプロモーションに所属していた。福岡県出身。血液型はA型。

## 主な出演作品

### テレビアニメ
- しましまとらのしまじろう
- しまじろう ヘソカ（ハッキー）

### 吹き替え
- アマンダ・バインズ in Sweet Paradise（少年）
- 賢者の旅（アメド）
- 恋人にしてはいけない男の愛し方（ジェシカ）
- 30DAYS（ジェイソンの母）
- The Hills（ステファニー）
- デイ・オブ・ザ・デッド（サラの母）
- ハッピーエンドのできるまで（ジェナ）
- 理想の恋人を見つけるための7つのジンクス（ベティー）
- ワイヤー・イン・ザ・ブラッド4（シールズ警部）
- パーフェクト・トラップ（アビー）

### ゲーム
2011年
- 迷宮クロスブラッド リローデッド（日々野規子）

2012年
- 円卓の生徒 The Eternal Legend（マイ）

2013年
- デモンゲイズ（ククレ[1]）
- 迷宮クロスブラッド インフィニティ（日々野規子[2]）

2014年
- 剣の街の異邦人（アルム・メデル[3]）
- デモンゲイズ Global Edition（ククレ）
- 東京新世録 オペレーションアビス（日々野規子[4]）

2015年
- 東京新世録 オペレーションバベル（日々野規子[5]）
- レイギガント（メイ・ミゼレレ[6]、アニー・サード[7]）
- ゴシックは魔法乙女〜さっさと契約しなさい!〜(フォレット、魔少年〈真少年〉[注 1]、セピア)

### 映画
- 発狂する唇

### ラジオ
- ヒヤマ・クラタの声優☆パソコン（BSデジタルラジオ）

### その他
- Xbox 360専用ソフト迷宮クロスブラッド リローデッド（PVナレーション）
- アクティブサウンドドラマ（アプリ）なかたま（山河文）
- しまじろうのクリスマスコンサート（TVCMナレーション）
- 電気のふるさとじまん市 広島編（ナレーション）
- ロキフレッシュ工法（フレッシュボーイ）